# Lovely Days

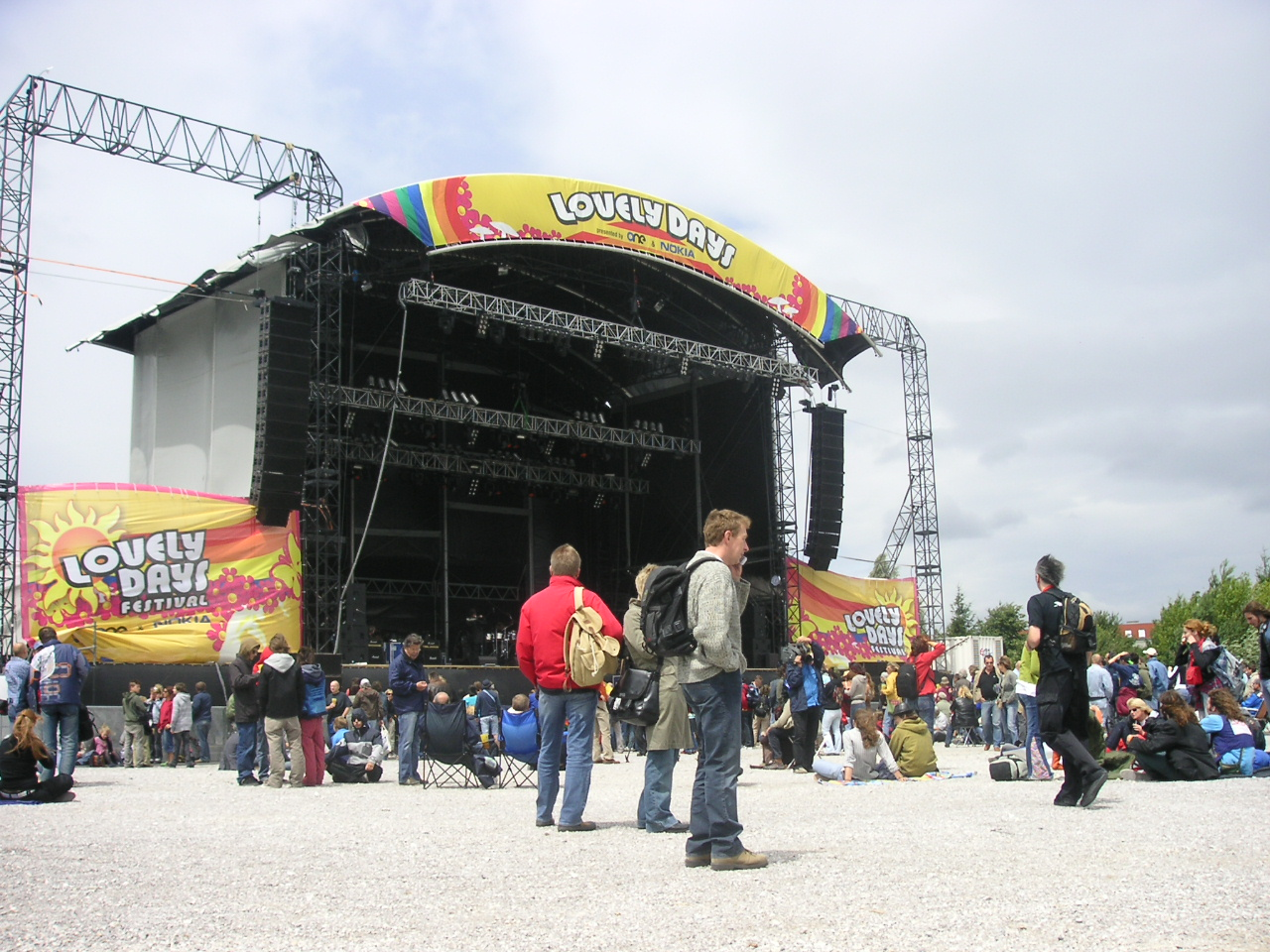
Die Power-Stage des Lovely Days Festivals 2007

Das Lovely Days Festival ist ein Musikfestival, das seit 2006 in Österreich stattfindet.

## St. Pölten

### 2006
Das erste Lovely Days Festival wurde am 21. und 22. Juli 2006 auf dem Open-Air-Gelände beim VAZ St. Pölten durchgeführt. Veranstalter waren Novamusic, Musicnet und NXP, der Betreiber des VAZ (Veranstaltungszentrums) St. Pölten. Musikalischer Schwerpunkt waren Bands und Musiker der 1960er- bis 1980er-Jahre. Es wurden etwa 20.000 Besucher gezählt.
Das Campingareal war an dem Grüngürtel entlang des Flusses Traisen untergebracht. Das Festivalgelände verfügte über befestigte Zufahrts- und Parkmöglichkeiten sowie eine direkte Anbindung an die Westautobahn (A1) und die Westbahnstrecke. 
Eine Woche vor dem Lovely Days Festival wurde auf dem Gelände das – auch von Novamusic und Musicnet veranstaltete – Nuke Festival durchgeführt, was für die Veranstalter eine massive Kostenersparnis bedeutete, da große Teile der Infrastruktur von beiden Festivals genutzt werden konnten. Das Magistrat St. Pölten schätzte die Umwegrentabilität durch die beiden Festivals für die Region auf etwa fünf Millionen Euro. Der Werbewert – auch für den St. Pöltner Tourismus – überstieg diese Summe noch beträchtlich.
Vertreten waren Roxy Music, Robert Plant, BAP, Donovan, The Stranglers, Canned Heat, Ten Years After, The Who, Billy Idol, Gary Moore, Manfred Mann’s Earth Band, Willi Resetarits & die Extracombo, Iron Butterfly und Country Joe McDonald.

### 2007
Das Festival fand auch 2007 wieder am Open-Air-Gelände beim VAZ St. Pölten statt. Termin war diesmal der 6. Juli 2007. Aufgrund der Live Earth Konzerte am 7. Juli fand das Festival nur an einem Tag, dafür auf zwei Bühnen statt, der Power Stage und der Flower Stage.
Die auftretenden Künstler waren Riders on the Storm, Jethro Tull, Uriah Heep, Barclay James Harvest, Blood, Sweat & Tears, Colosseum, The Sweet, Ten Years After, Suzanne Vega und Bluespumpm. Gov’t Mule und Ricky Warwick wurden jeweils kurzfristig bestätigt, jedoch später wieder vom Lineup entfernt.

## Wiesen

### 2008
Auch 2008 sollte das Festival am VAZ-Gelände in St. Pölten stattfinden. Geplanter Termin war der 12. Juli 2008, und mit Blues-Legende John Mayall stand bereits ein Künstler fest. Da allerdings kaum weitere Bands zu der Zeit verfügbar waren, wurde das Festival am 31. März vom Veranstalter Ewald Tatar vorübergehend abgesagt, und John Mayall trat am besagten Termin solo in Wien auf.
Zwei Wochen später folgte eine Ankündigung, dass als neuer Termin nunmehr der 17. August 2008 feststand. Als Ort der Durchführung diente das Festivalgelände in Wiesen im Burgenland. Als Headliner konnten Neil Young & The Electric Band gewonnen werden. Weiters traten The Waterboys, Adam Green, Wishbone Ash und Hans Theessink auf.

### 2009
Das Festival fand am 10. Juli 2009 wieder auf dem Festivalgelände in Wiesen statt. Vertreten waren unter anderem Deep Purple, Foreigner, Mother’s Finest, Eric Burdon & The Animals und Ten Years After.

### 2010
Wie 2009 fand das Festival wieder in Wiesen am 10. Juli 2010 statt. Die auftretenden Bands waren diesmal: Manfred Mann (Headliner), Toto, Ray Manzarek and Robbie Krieger of The Doors, Uriah Heep, Canned Heat und The Spencer Davis Group.

### 2011
Beim Lovely Days 2011 waren am 8. Juli folgende Bands im Line-up:

Santana, Mother’s Finest, Ten Years After, Colosseum feat. Barbara Thompson, Osibisa, Wishbone Ash.

### 2012
Das Festival fand in Wiesen am 7. Juli 2012 statt. Die auftretenden Bands waren: Norbert Schneider Trio, Stan Webb's Chicken Shack, Gov’t Mule, Jethro Tull's Ian Anderson, Ten Years After (weil Iron Butterfly abgesagt hatten), Lou Reed & Band, Ray Manzarek & Robbie Krieger von The Doors.

### 2013
Beim Lovely Days 2013 waren am 6. Juli folgende Bands im Line-up:

ZZ Top, Status Quo, Steve Winwood, Roger Chapman & The Shortlist, Opus (40 Jahre Opus), Nick Simper & Nasty Habits.

### 2014
Das Festival fand am 12. Juli 2014 auf dem Festivalgelände in Wiesen statt. Vertreten waren unter anderem John Fogerty, Chicago, Johnny Winter, The Grandmothers of Invention, Tokyo und Blues Pills.

### 2015
Beim Lovely Days 2015 waren am 4. Juli folgende Bands im Line-up:

Status Quo, Eric Burdon & The Animals, Jimmy Cliff, Uriah Heep, Nazareth, The Doors Alive.

## Eisenstadt

### 2016
Das Festival fand am 9. Juli erstmals im Schlosspark in Eisenstadt statt. Line-up:

Deep Purple, Jethro Tull's Ian Anderson, Seiler & Speer, Mother’s Finest, The Sweet, Ten Years After.

### 2017
Beim Lovely Days am 8. Juli waren folgende Bands im Line-up:

Zucchero, Uriah Heep, Kris Kristofferson, Mother’s Finest, Canned Heat, Tito & Tarantula, The Doors Alive, The Levellers und Edgar Broughton.

### 2018
Beim Lovely Days am 30. Juni waren folgende Bands im Line-up:

Eric Burdon, Jimmy Cliff, Status Quo, Manfred Mann’s Earth Band, Ten Years After, Gary Clark junior und Rudi Treiber & Band.

### 2019
Das Festival fand am 29. Juni im Schlosspark in Eisenstadt statt. Line-up:

Toto, Jethro Tull's Ian Anderson, Nazareth, Birth Control, Alpha Blondy & Solar System, Schiffkowitz und Bernhard Beibl.

### 2020
Das Festival hätte am 4. Juli im Schlosspark in Eisenstadt stattgefunden, wurde aber wegen COVID-19 abgesagt.

### 2021
Das Festival hätte am 10. Juli im Schlosspark in Eisenstadt stattgefunden, wurde aber wegen COVID-19 abgesagt.

### 2022
Das Festival fand am 9. Juli im Schlosspark in Eisenstadt statt. Line-up:

Deep Purple, Uriah Heep, Inner Circle, The Sweet, The Doors Alive, Monti Beton & Johann K. (Hans Krankl) und Rudi Treiber & Band.

### 2023
Das Festival fand am 8. Juli im Schlosspark in Eisenstadt statt. Line-up:

Jethro Tull, Joss Stone, Manfred Mann’s Earth Band, The Original Wailers feat. Al Anderson, Mother’s Finest, John Lee Hooker junior und Birth Control.

### 2024
Das Festival fand am 6. Juli im Schlosspark in Eisenstadt statt. Line-up:

Status Quo, Uriah Heep, Nazareth, Canned Heat, Ten Years After.

### 2025
Das Festival fand am 5. Juli im Schlosspark in Eisenstadt statt. Line-up:

Billy Idol, Melissa Etheridge, Slade, Mother’s Finest, The Sweet, The Doors Alive, Harri Stojka plays Jimmi Hendrix.

### 2026
Das Festival findet am 4. Juli im Schlosspark in Eisenstadt statt. vorläufiges Line-up:
Alice Cooper,
Foreigner, Manfred Mann’s Earth Band, Colosseum ft. Chris Farlowe, Clem Clempson, Mark Clarke, Clearwater Creedence Revival.